# Tersa
La Tersa (in russo Терса́?) è un fiume della Russia europea meridionale (oblast' di Saratov, oblast' di Volgograd), affluente di destra della Medvedica (bacino idrografico del Don).
Nasce sul versante sud-occidentale delle alture del Volga, scorre dapprima in direzione sud-occidentale, successivamente meridionale e infine sud-orientale. Il letto del fiume è molto tortuoso, la corrente è calma; si secca negli anni di siccità. I principali centri urbani toccati nel suo corso sono: Samojlovka, Elan' e Rudnja. Sfocia nella Medvedica a 308 km dalla foce. Ha una lunghezza di 249 km; l'area del suo bacino è di 8 810 km². I principali affluenti sono: Elan' (lungo 218 km) proveniente dalla destra idrografica e Ščelkan (90 km) dalla sinistra.
Gela da novembre - dicembre sino alla fine di marzo - prima metà di aprile.